# San Marino Calcio
Ez a szócikk egy San Marinói klubról szól. A nemzeti válogatotthoz lásd a San Marinó-i labdarúgó-válogatottat.
A San Marino Calcio egy San Marinó-i labdarúgóklub, melynek székhelye Serravalleben van. A klubot 1960-ban alapították S.S. Serenissima-ként (Società Sportiva Serenissima). A Serenissima egyesült a régi S.S. Juvenes-szel 1973-ban, megváltoztatva ezzel a nevet A.C. San Marino-ra (Associazione Calcio San Marino), és később a jelenlegi elnevezésre. A klubot a San Marinó-i labdarúgó-szövetség hozta létre azzal a céllal, hogy legyen professzionális képviselője San Marinónak az olasz bajnokságban, de később megvásárolták a San Marinóiak és olasz üzletemberek.
A San Marino Calcio az egyetlen San Marinó-i csapat, amelynek engedélyt adtak, hogy részt vegyen az Olasz labdarúgó-bajnokság hivatásos szintjén, habár a másik csapat, az A.C. Juvenes/Dogana az amatőr szinten versenyez.
Amióta a Campionato Sammarinese di Calcio teljesen amatőr, a San Marino Calcio az egyetlen hivatásos labdarúgócsapat az országban.
Jelenleg a Serie C2-ben játszanak, miután kiestek a 2006/07-es szezon alatt. A csapat színei fehér és világoskék.

## Jelenlegi keret
| # |            | Poszt | Név                |
| - | ---------- | ----- | ------------------ |
|   | ITA        | K     | Emiliano Dei       |
|   | San Marino | K     | Aldo Simoncini     |
|   | ITA        | K     | Francesco Scotti   |
|   | ITA        | V     | Filippo Chiappa    |
|   | ITA        | V     | Pasquale D'Aniello |
|   | ITA        | V     | Roberto Di Maio    |
|   | ITA        | V     | Michele Florindo   |
|   | ITA        | V     | Francesco Indirli  |
|   | ITA        | V     | Mirko Taccola      |
|   | ITA        | V     | Federico Tafani    |
|   | ITA        | KP    | Francesco Amantini |
|   | ITA        | KP    | Simone Berardi     |
|   | ARG        | KP    | Federico Capece    |

| # |     | Poszt | Név                      |
| - | --- | ----- | ------------------------ |
|   | ITA | KP    | Andrea Chiopris Gori     |
|   | ITA | KP    | Roberto Corradi          |
|   | ITA | KP    | Alessandro Evangelisti   |
|   | ITA | KP    | Luigi Grassi             |
|   | ITA | KP    | Tiziano Mottola          |
|   | ITA | KP    | Lorenzo Paoli            |
|   | ITA | KP    | Alessandro Turchetta     |
|   | BRA | CS    | Alejandro Aragao Da Cruz |
|   | ITA | CS    | Eupremio Carruezzo       |
|   | ITA | CS    | Christian Longobardi     |
|   | ITA | CS    | Giordano Meloni          |
|   | ITA | CS    | Simone Mortaro           |
|   | FRA | CS    | Michel Ornek             |

## Külső hivatkozások
- Hivatalos honlap